# Witenwasserenstock
Witenwasserenstock är en bergstopp i Schweiz.   Den ligger i distriktet Goms och kantonen Valais, i den centrala delen av landet, 90 km sydost om huvudstaden Bern. Toppen på Witenwasserenstock är 3 082 meter över havet, eller 100 meter över den omgivande terrängen. Bredden vid basen är 0,37 km.
Terrängen runt Witenwasserenstock är varierad. Runt Witenwasserenstock är det mycket glesbefolkat, med 3 invånare per kvadratkilometer.. Närmaste större samhälle är Airolo, 10,2 km öster om Witenwasserenstock. 
Trakten runt Witenwasserenstock består i huvudsak av gräsmarker.